# Jean Odilon-Barrot
Pour les articles homonymes, voir Barrot.
Jean-André-Georges-Odilon Barrot, dit Jean Odilon-Barrot, né le 3 janvier 1841 à Manille (Philippines) et mort le 16 avril 1904 à Paris, est un homme politique français.

## Biographie
Petit-fils de Jean-André Barrot, fils d'Adolphe Barrot, neveu d'Odilon Barrot et de Ferdinand Barrot, il entre dès 1858 dans la carrière diplomatique. 
Il entre en politique en 1870, en devenant conseiller général du canton des Vans, et maire de Chambonas en 1871. Républicain, il est révoqué en 1873 et 1877, réélu à chaque fois. 
Il est également avocat à barreau de Nîmes et conseiller à la cour d'appel d'Orléans. 
Il est député de l'Ardèche de 1893 à 1902, ne s'inscrivant à aucun groupe.

## Sources
- « Jean Odilon-Barrot », dans le Dictionnaire des parlementaires français (1889-1940), sous la direction de Jean Jolly, PUF, 1960 [détail de l’édition]